# SkillsPoland
SkillsPoland – to największy w Polsce konkurs zawodów branżowych dla młodych osób do 23 roku życia. Jego organizatorem są WorldSkills Poland i spółka SkillsPoland. Pierwsza edycja konkursu odbyła się w dniach 25–26 listopada 2021 r., w Gdańsku, na terenie Centrum Wystawienniczo-Kongresowego AmberExpo. Wydarzenie ma charakter cykliczny i jest poprzedzone ogólnopolskimi eliminacjami. Zwycięstwo w SkillsPoland daje możliwość reprezentowania Polski na międzynarodowych konkursach EuroSkills i WorldSkills.

## Pierwsza edycja SkillsPoland
W trakcie dwóch dni zmagań zawodnicy rywalizowali w 9 konkurencjach: florystyka, frezowanie CNC, fryzjerstwo, instalacje sanitarne i grzewcze, instalacje elektryczne, meblarstwo, mechanika pojazdów rolniczych i budowlanych, obsługa gości hotelowych, stolarstwo.
Wydarzeniu towarzyszyły panele dyskusyjne z przedstawicielami nauki, biznesu, instytucji publicznych, warsztaty tematyczne dla nauczycieli, strefy „try a skill” dla odwiedzających, strefy partnerskie, targi szkół i uczelni.
Podczas konkursu wystąpiło ponad 70 zawodników (gościnnie, poza klasyfikacją medalową również uczestnicy z innych krajów). Zadania składały się z kilku modułów, a nad prawidłowym przebiegiem konkursów czuwało prawie 50 sędziów z Polski i Europy. Zwycięzcy otrzymali możliwość reprezentowania kraju na międzynarodowym konkursie WorldSkills, który odbędzie się 12–17 października 2022 roku w Szanghaju.

## Historia konkursu
| Rok  | Miejsce | Ilość konkurencji |
| ---- | ------- | ----------------- |
| 2021 | Gdańsk  | 9                 |
| 2022 | Gdańsk  | 22                |